# Кузня-Рациборска (гмина)
Кузня-Рациборска (пол. Kuźnia Raciborska) — городско-сельская гмина (волость) в Польше, входит как административная единица в Рацибужский повет, Силезское воеводство. Население — 12 283 человека (на 2004 год).

## Демография
| Перепись                       | Всего   | Всего | Женщины | Женщины | Мужчины | Мужчины |
| ------------------------------ | ------- | ----- | ------- | ------- | ------- | ------- |
| Единицы                        | человек | %     | человек | %       | человек | %       |
| Население                      | 12 283  | 100   | 6153    | 50,10   | 6130    | 49,9    |
| Плотность населения (чел./км²) | 96,8    | 96,8  | 48,5    | 48,5    | 48,3    | 48,3    |

## Сельские округа
1. Будзиска
2. Янковице
3. Руда
4. Руда-Козельска
5. Руды
6. Седлиска
7. Туже

## Соседние гмины
1. Рыбник
2. Гмина Берава
3. Гмина Цисек
4. Гмина Льыски
5. Гмина Нендза
6. Гмина Пильховице
7. Гмина Рудник
8. Гмина Сосницовице